# Elise Katharina Gimbel
Elise Katharina Gimbel (geborene Münscher) (* 28. November 1873 in Seifertshausen; † 10. September 1953 in Hanau) war eine deutsche Politikerin (KPD) und Abgeordnete des Provinziallandtages der Provinz Hessen-Nassau.

## Leben
Elise Katharina Gimbel wurde als Tochter der Anna Elisabeth Münscher geboren. Ihre Kindheit und Jugend verbrachte sie bei Verwandten, da sie früh Vollwaise wurde. Nach der Schulausbildung erhielt sie zunächst eine Anstellung als Dienstmädchen. Später wurde sie Fabrikarbeiterin. Sie betätigte sich politisch und trat 1915 in die SPD ein. Als Mitglied des Arbeiterrates erhielt sie 1919 eine Anstellung beim Landratsamt Hanau. Im selben Jahr wurde sie wegen der Teilnahme an der Novemberrevolution zu einer Gefängnisstrafe von zwei Jahren verurteilt. Nach ihrer Freilassung erhielt sie als Mitglied der KPD ein Mandat als Stadtverordnete in Hanau. Diese Funktion hatte sie bis 1933 inne. Gimbel wurde Mitglied des Kreistages Hanau und 1930 in den 60. Kurhessischen Kommunallandtag gewählt, aus dessen Mitte sie ein Mandat für den Provinziallandtag der Provinz Hessen-Nassau erhielt. In diesen Gremien war sie bis 1932 tätig. Im Jahr darauf bewarb sie sich für ein Mandat im Reichstag. Im Februar 1933 wurde sie im Polizeigefängnis Hanau inhaftiert, wegen ihrer Diabetes-Erkrankung wieder entlassen. Nach dem Krieg organisierte sie das politische Leben in Hanau neu.
Sie war verheiratet mit dem städtischen Arbeiter Ernst Gimbel (1876–1937), mit dem sie sechs Kinder hatte.